# Langdon (Kansas)
Langdon è un comune degli Stati Uniti d'America, situato nello Stato del Kansas, nella Contea di Reno.